# International Union of Tenants

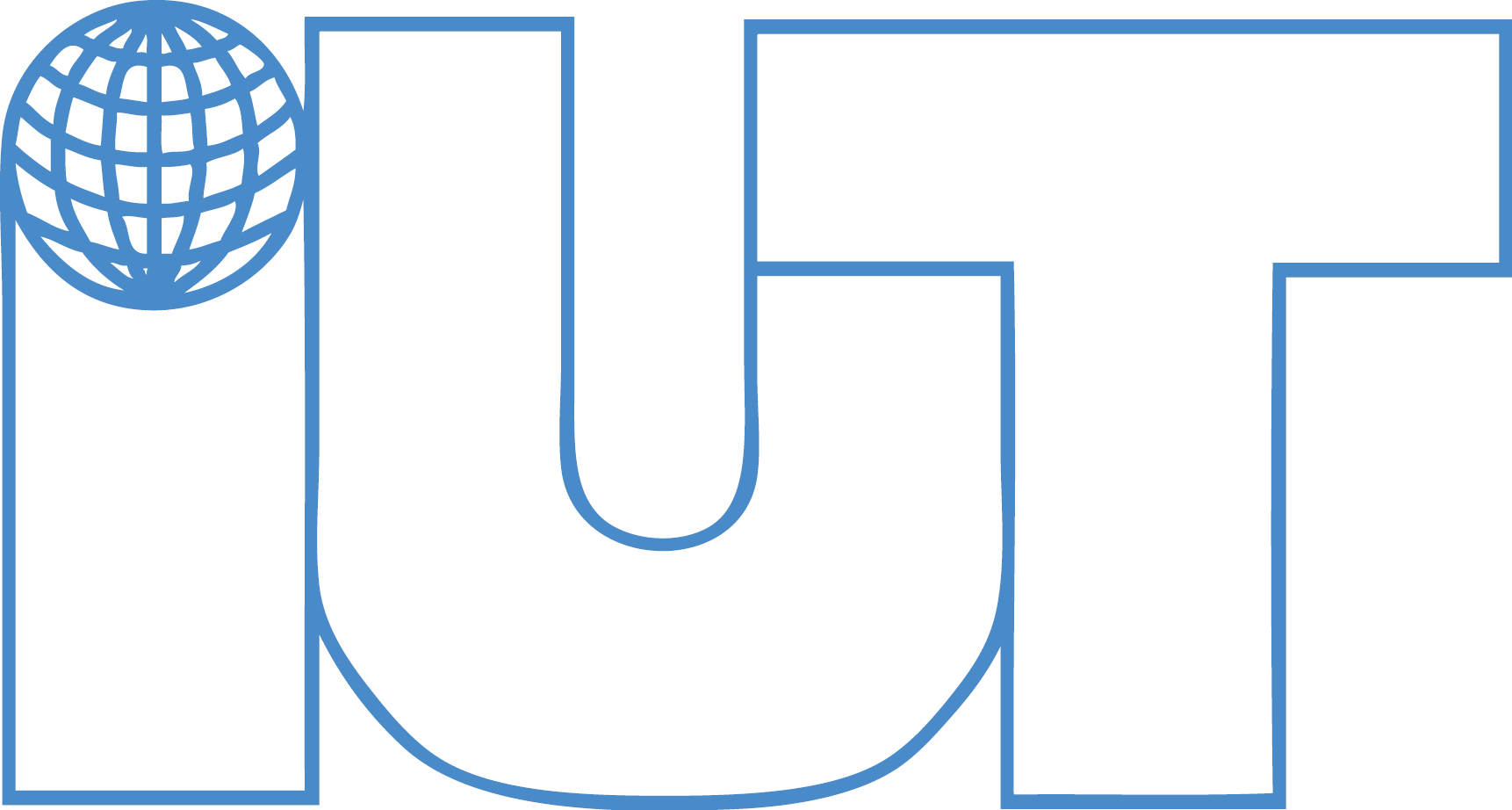
Logotyp för International Union of Tenants

International Union of Tenants, IUT eller Internationella Hyresgästalliansen, är en intresseorganisation som bildades 1926, i Zürich, Schweiz.  Ett första IUT-sekretariat sattes året därpå upp i Wien, hos den österrikiska hyresgästorganisationen, Mietervereinigung Österreichs (MVÖ). Huvudkontoret ligger i Stockholm. Målet för IUT är att genom samarbete, skydda och tillvarata hyresgästernas intressen. 
Organisationen har idag 74 medlemmar i 51 länder, som dels kan vara nationella hyresgästorganisationer, och dels regionala hyresgästorganisationer (delstater i USA och Australien). Den svenska Hyresgästföreningen har sedan 1956 tillhandahållit en generalsekreterare samt huvudkontoret. Ordförande är Marie Linder, som också är förbundsordförande i Hyresgästföreningen. Generalsekreterare är sedan 2017 Annika Wahlberg.  Magnus Hammar var generalsekreterare 1998-2017.   Därutöver bidrar även den tyska hyresgästorganisationen, Deutscher Mieterbund (DMB). Sedan 2008 har IUT också ett  kontor i Bryssel där tysken Barbara Steenbergen är chef.

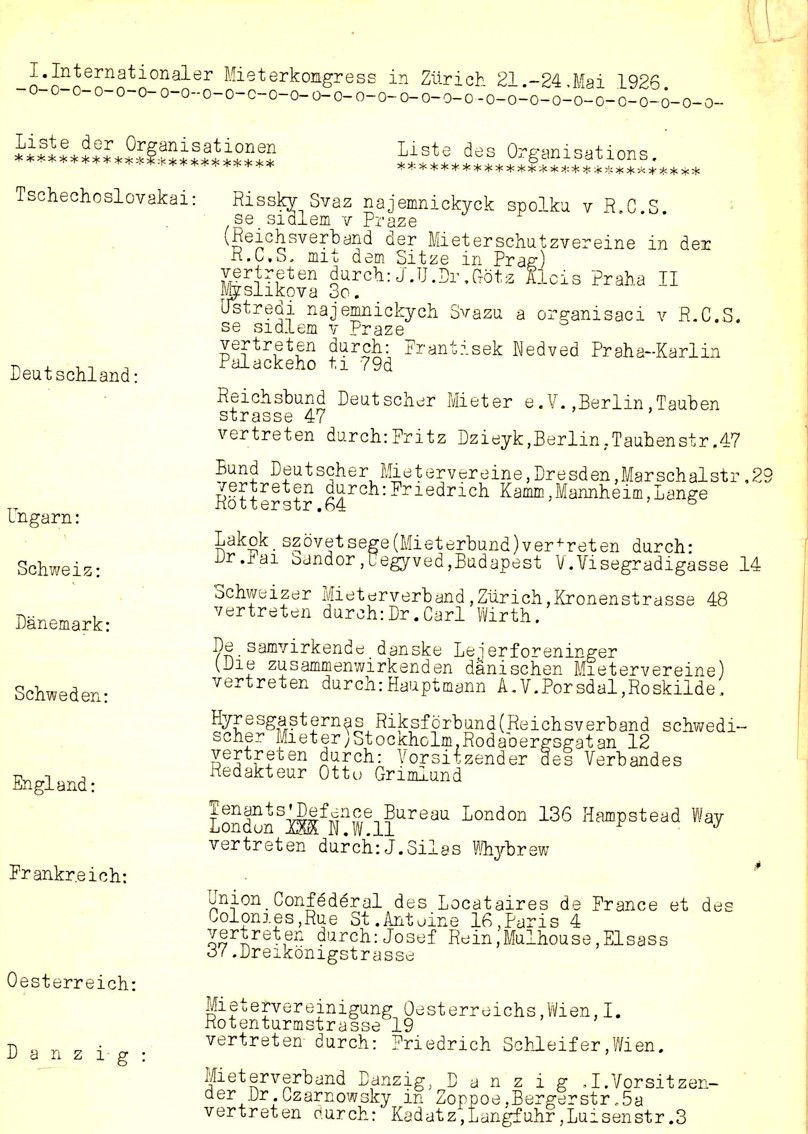
International Union of Tenants (IUT) - Founding organisations